# Lila Budżurowa
Lila Rustemiwna Budżurowa (ukr. Ліля Рустемівна Буджурова, ur. 1958 w Angrenie) – ukraińska dziennikarka i poetka pochodzenia krymskotatarskiego, Zasłużony Dziennikarz Ukrainy.

## Życiorys
Ukończyła studia na wydziale filologicznym Taszkenckiego Instytutu Pedagogicznego. W 1989 roku, kiedy umożliwiono Tatarom repatriację, przeniosła się na Krym. W 1991 roku była delegatką na II Kurułtaj Tatarów krymskich. Dwukrotnie była członkinią Medżlisu Tatarów Krymskich. W 1995 roku została deputowaną Rady Najwyższej Republiki Autonomicznej Krymu.
Była redaktorką naczelną czasopisma „Awdet” w latach 1991–1997 oraz czasopisma „Pierwaja Krymskaja” od 2002 roku. Publikowała m.in. w „Ukraińskiej prawdzie”, współpracowała ze stacją STB w latach 1994–2003, była redaktorką i prezenterką agencji Krym. Od 1994 roku pracowała dla Agence France-Presse jako korespondentka. Była prezeską Stowarzyszenia Niezależnych Dziennikarzy Krymu w 2001 roku.
Pozostawała na Krymie podczas jego aneksji przez Rosję. Koordynowała prace społecznej inicjatywy Бизим балалар (trl. Bizim balalar, pol. Nasze dzieci), która powstała w 2017 roku i zajmowała się pomocą dzieciom aresztowanych Tatarów krymskich. Organizacja została jednak zamknięta przez rząd rosyjski, a uczestnicy akcji zostali ukarani. Od 2013 roku była wicedyrektorką prywatnej, niezależnej krymskotatarskiej stacji telewizyjnej ATR, którą zajęli i zamknęli Rosjanie (stacja została przeniesiona do Kijowa). Po tym wydarzeniu pozostała na Krymie współtworzyła platformę informacyjną dla Tatarów Krymskich i studio produkcyjne QaraDeniz.

## Nagrody i odznaczenia
- Order „Za zasługi” III klasy (2015)[10]
- Zasłużony Dziennikarz Ukrainy(inne języki)[2][3]
- Nagroda im. İsmaila Gaspıralıego[3]
- Nagroda im. Wasyla Stusa[3]
- Nagroda „Wysoki Standard Dziennikarstwa”(inne języki) w kategorii „Za wysokiej jakości regionalny projekt medialny” (2018)[11]

## Twórczość
Opublikowała dwa zbiory wierszy (samizdaty):
- Некупленный билет trb. Nekupłennыj byłet trl. Nekuplennыj bilet (1989)[3]
- Когда мы вернемся… trb. Kohda mы wernemsia… trl. Kogda mы vernemsâ… (1989)[3]